# Апитерапия
Апитерапи́я (от лат. apis «пчела» и др.-греч. θερᾰπεία «терапия») — область альтернативной медицины — применение в лечебных целях пчёл и продуктов пчеловодства, издавна известных в традиционной медицине. В медицине термин «апитерапия» отсутствует, в науке не используется.

## Разделы апитерапии
- апитоксинотерапия (применение пчелиного яда)[4][7][5];
- мёдотерапия[5][8];
- прополисотерапия (лечение прополисом в настойках и растворах)[5][9];
- апилактерапия (применение маточного молочка)[5][9];
- воскотерапия (лечение пчелиным воском)[5][8];
- аэроапитерапия (ингаляции ульевым воздухом)[10][11];
- комплексная апитерапия[5];
- композиционная апитерапия[5].

## Эффективность

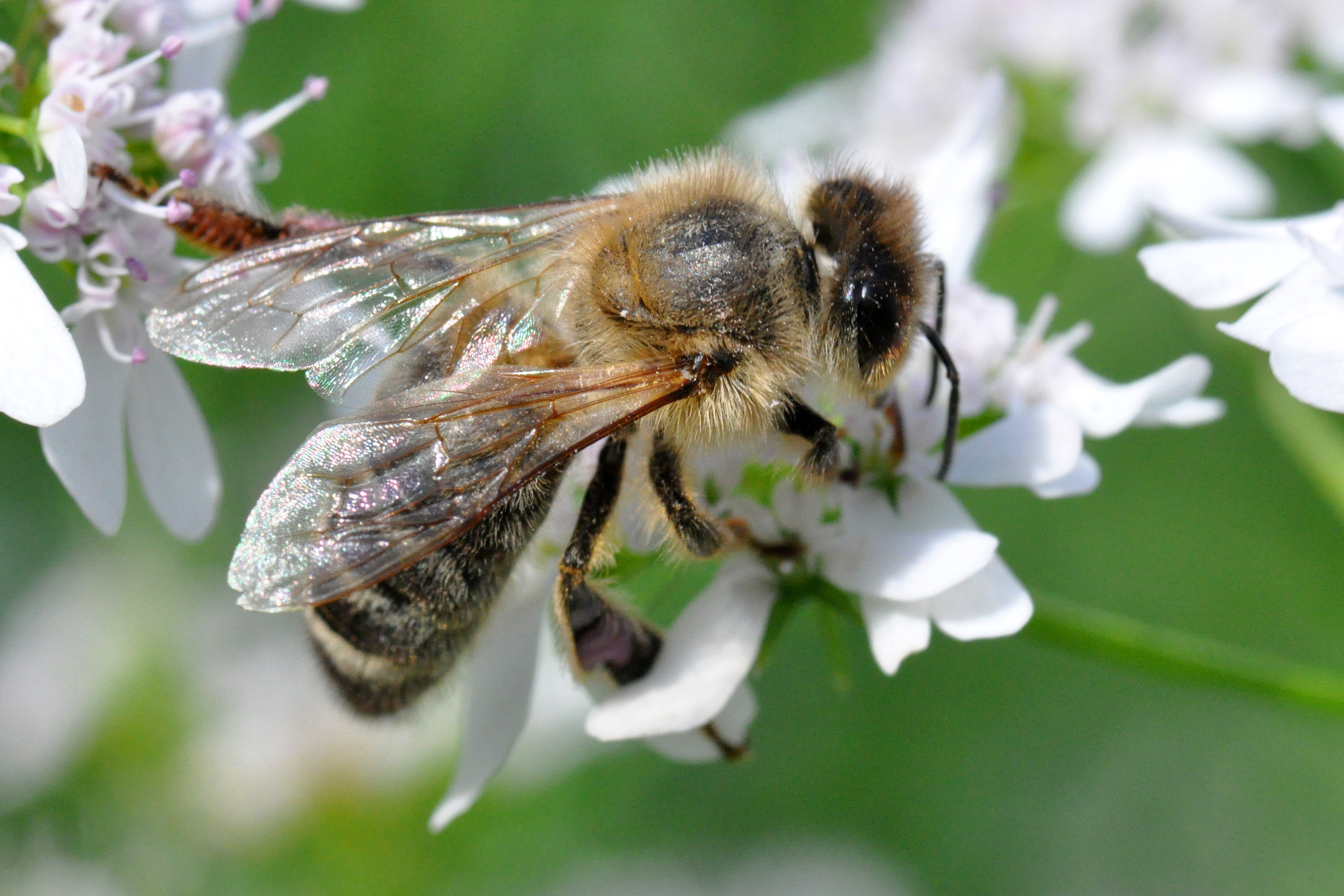
Медоносная пчела, Apis mellifera

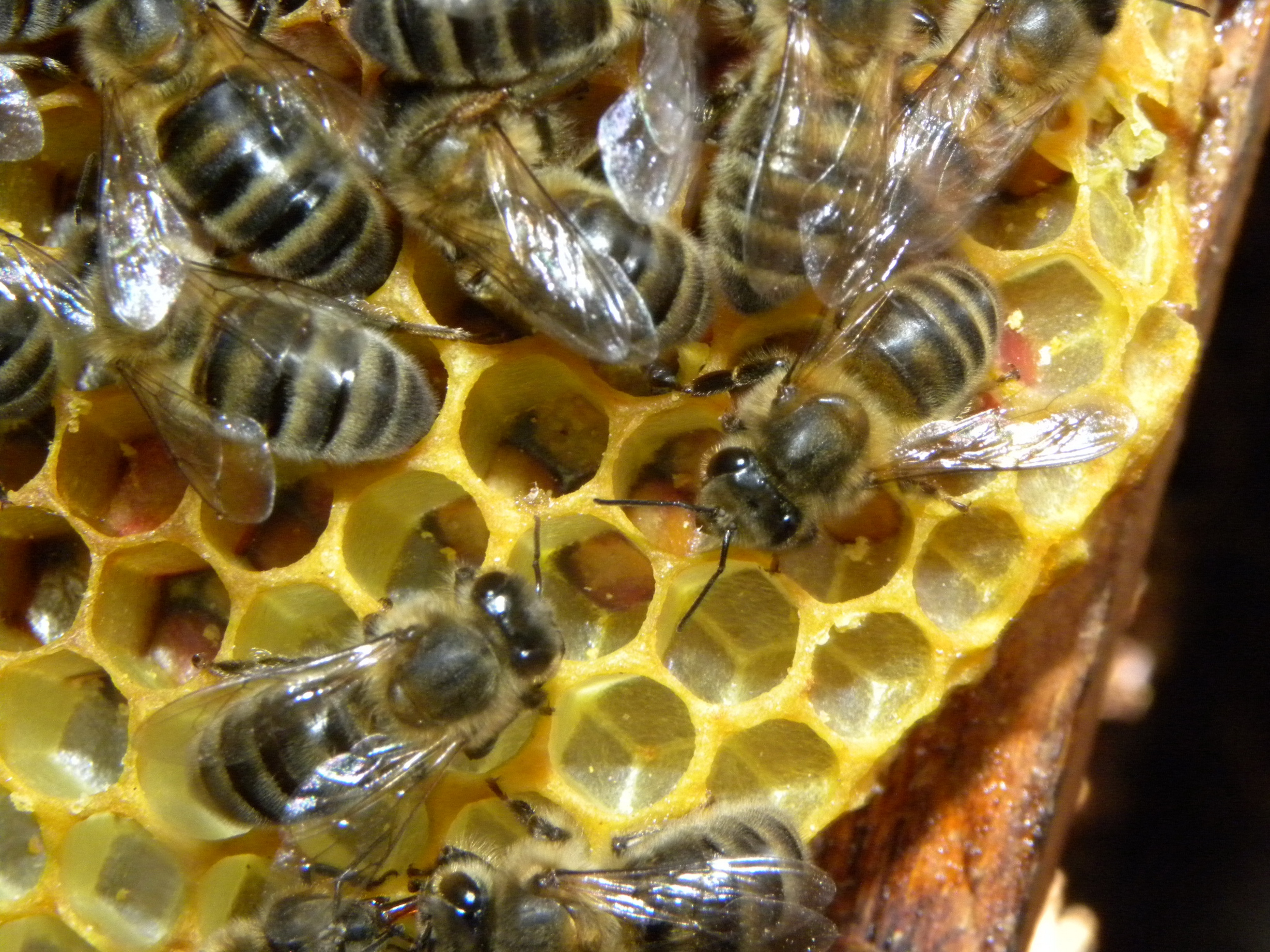
Пчёлы на сотах с мёдом

В 1960-е считалось, что лечение пчелиным ядом путём ужаливания живыми пчёлами имеет эффект.
По результатам клинических исследований, законченных к 2009 году, клинические эффекты лечения продуктами пчеловодства не обнаружены.
Потенциальная польза апитерапии в отношении её специфических применений показана в Кокрановских систематических обзорах.

## История
Корни апитерапии уходят в древность, она получила широкое распространение в мире. 
Известно про неё в Древнем Египте и древнем Китае, о ней писали Гиппократ и Гален, медицинские свойства продуктов пчеловодства отмечались в Библии и Коране, а в 1888 году появилась публикация об одном из первых клинических исследований в этой области, лечения ужалениями пчёл, австрийского врача Ф. Терча, коего ныне признают за «отца современной апитерапии». «Отцом апитерапии» в США называют Б. Ф. Бека, автора книги «Лечение пчелиным ядом» (Bee venom therapy, 1935). 
Основателем научной апитерапии указывается советский учёный Н. М. Артёмов:13, чья первая научная работа по этой тематике появилась в 1939 году:658, а спустя два года он выпустит монографию «Пчелиный яд, его физиологические свойства и терапевтическое применение» (Москва; Ленинград: Изд-во АН СССР, 1941). Он же, совместно с профессором Г. П. Зайцевым, становится разработчиком первой официальной «Инструкции по применению пчелиного яда в виде пчелоужалений», утверждённой Учёным медицинским советом Министерства здравоохранения СССР в 1957 году. Благодаря профессору Н. М. Артемову, с 1971 года в Апимондии действует постоянная комиссия по апитерапии:13. Его учениками-последователями стали Б. Н. Орлов (которому доводилось принимать участие в лечении пчелоужалениями советского лидера Л. И. Брежнева) и В. Н. Крылов, возглавивший в России правительственный Межведомственный координационный совет по апитерапии (в его состав входили академики П. В. Сергеев, Н. И. Кривцов и др.). Основал и был первым президентом Всероссийского общества апитерапевтов В. А. Люсов.
В последние годы растёт интерес к исследованиям в этой области.

## Применение
В апитерапии применяются следующие продукты пчеловодства: пчелиный яд (апитоксин), мёд, маточное молочко, нативный трутневый гомогенат (НТГ), прополис, цветочная пыльца-обножка, пчелиный воск, пчелиный расплод, используются также пчелиный подмор, пчелиный замор, перга, забрус, мерва, продукт жизнедеятельности личинок восковой моли (ПЖВМ) и прочее.
В народной медицине многие болезни считаются чувствительными к лечению продуктами пчеловодства.
Лечение пчелиным ядом распространено в особенности в Азии, Восточной Европе и Южной Америке и применяется для лечения заболеваний опорно-двигательного аппарата, нервной системы, аутоиммунных заболеваний и других.
Мёд ценится не только как диетический продукт, но как и антиоксидант и противомикробный агент широкого спектра действия с антибактериальными, антимикотическими, противовирусными и антимикобактериальными свойствами, подходящий для борьбы с заболеваниями сердца и кожи.
Прополис имеет потенциал антиоксидантного, противомикробного, противовоспалительного, кардиопротекторного, иммуномодулирующего и антиангиогенного действия.
Продукты пчеловодства в целом выделяются своей антибактериальной активностью, однако их свойства зависят от их ботанического происхождения.

## Противопоказания
Апитерапия противопоказана при индивидуальной непереносимости продуктов пчеловодства. Для предупреждения аллергических реакций при апитерапии она должна проводиться специально подготовленным врачом, вместе с тем анафилаксия на продукты пчеловодства встречается редко.